# Synagoga w Aleksandrowie Łódzkim
Synagoga w Aleksandrowie Łódzkim – nieistniejąca synagoga znajdująca się w Aleksandrowie Łódzkim na rogu ulic Piotrkowskiej i Warszawskiej.

## Historia
Synagoga została zbudowana w latach 1897–1902 na miejscu starej synagogi. Zniszczona podczas II wojny światowej. W dniu 11 września 1939 roku hitlerowcy podpalili i zburzyli aleksandrowską synagogę. Zastrzelono przy tym kilku Żydów usiłujących uratować z pożaru zwoje świętych ksiąg (Tory). Abraham Lajbisz Lewin został za próbę ratowania Tory dotkliwie pobity i zmarł po kilku dniach. 
Po wojnie na jej miejscu wybudowano nowe budynki w których znajdowały się obecnie upadłe Zakłady Przemysłu Pończoszniczego „Sandra”.